# Goniohelia
Goniohelia is een geslacht van vlinders van de familie spinneruilen (Erebidae), uit de onderfamilie Calpinae.

## Soorten
- G. astrapetes Hampson, 1926
- G. fossula Dognin, 1912
- G. gallinago Felder, 1874
- G. pangraptica Hampson, 1926
- G. phaeogonia Hampson, 1926